# Силаев, Борис Дмитриевич
Борис Дмитриевич Силаев (14 июня 1929, Россошь, Центрально-Чернозёмная область, РСФСР, СССР — 8 апреля 2005, Харьков, Украина) — советский и украинский архитектор, прозаик, режиссёр и сценарист, член Союза писателей СССР (1957—91).

## Биография
Родился 14 июня 1929 года в Россоши. В 1946 году поступил на архитектурный факультет Харьковского строительного техникума, который он окончил в 1951 году. После окончания техникума, несколько лет работал по своей специальности в должности техника-архитектора. В 1955 году начал свою литературную деятельность, а с 1961 года начал свою деятельность в области кинематографа — написал ряд сценариев для кинематографа, из которых было экранизировано два художественных фильмов, а также несколько телефильмов и один фильм он поставил в качестве режиссёра. Написал свыше 50 повестей, рассказов и романов.
Скончался 8 апреля 2005 года в Харькове.

## Фильмография

### Сценарист
- 1960 — Свет в окне
- 1966 — Наедине с ночью + режиссёр
- 1983 — Три гильзы от английского карабина